# Дрязгов, Василий Яковлевич
Васи́лий Я́ковлевич Дрязгов (29 апреля 1927 — 20 июня 2007, Челябинск) — кузнец-штамповщик Челябинского кузнечно-прессового завода Министерства автомобильной промышленности СССР, Герой Социалистического Труда (1966).

## Биография
Василий Яковлевич Дрязгов родился 29 апреля 1927 года в деревне Михайловка, Челябинский округ, Уральская область (ныне Красноармейский район, Челябинская область). По национальности русский.
После смерти отца в 1933 году вёл кочевой образ жизни в составе табора вместе с матерью, вышедшей замуж за цыгана. В 1942 году покинул табор и трудоустроился в колхоз, окончил начальную школу. В конце 1940-х годов переехал в Копейск Челябинской области, где работал зольщиком на заводе пластмасс.
В феврале 1953 года принят на работу на Челябинский кузнечно-прессовый завод, где проработал 28 лет. Работал нагревальщиком металла, с августа 1956 — кузнецом-штамповщиком на горизонтально-ковочной машине, с июня 1962 — сменным мастером кузнечного цеха, старшим мастером пролёта кузнечного цеха № 1. Окончил школу мастеров при заводе. Его бригада одной из первых на заводе была удостоена звания бригады коммунистического труда, в среднем в середине 1960-х годом выполняя годовое задание на 133 %. Предложил несколько трудовых обязательств, в том числе «пятидневная норма — в четыре дня», обучал новых рабочих на производстве.
Указом Президиума Верховного Совета СССР от 22 августа 1966 года «за особые заслуги в выполнении заданий семилетнего плана, активное участие в создании конструкций и организации массового производства новых машин, достижение высоких производственных показателей» удостоен звания Героя Социалистического Труда с вручением ордена Ленина и золотой медали «Серп и Молот».
Продолжал работать на заводе до выхода на заслуженный отдых в 1981 году, но и после этого несколько лет трудился на партийной работе. Много лет был лектором Всероссийского общества «Знание», преподавателем заводской школы передового опыта.
Жил в Челябинске.
Василий Яковлевич Дрязгов умер 20 июня 2007 года. Похоронен на Сухомесовском кладбище Ленинского района города Челябинска Челябинской области..

## Признание и награды
Член КПСС в 1961—1991 годах. Депутат Челябинского областного (1985—1987) и Челябинского городского (1969—1971, 1980—1984) Советов народных депутатов. Трижды избирался депутатом Ленинского районного Совета депутатов трудящихся города Челябинска (с 1966 года). Член Челябинского городского комитета КПСС (с 1978), много лет избирался членом цехового партийного бюро на заводе.
Награждён орденами Ленина (22.08.1966), Трудовой Славы 3-й степени (22.04.1975), медалью.